# Forsztag

Forsztag

Forsztag, ang. forestay – element olinowania stałego na jachcie lub innym statku żaglowym. Przebiega od masztu do dziobu. Przeciwdziała siłom pochylającym maszt w kierunku rufy. Forsztag biegnie wzdłuż diametralnej kadłuba. Na małych jednostkach występuje zazwyczaj jedna lina łącząca top masztu z dziobem, nazywana wtedy sztagiem. Na większych spotyka się kilka takich lin. Wtedy pierwsza od dziobu nosi nazwę forsztagu, a następne w kierunku rufy to trumsztag, bombramsztag, bramsztag, stensztag i sztag.